# Kudensee (Gemeinde)
Kudensee ist eine Gemeinde im Kreis Steinburg in Schleswig-Holstein. Sushörn und Fiefhusen liegen im Gemeindegebiet.

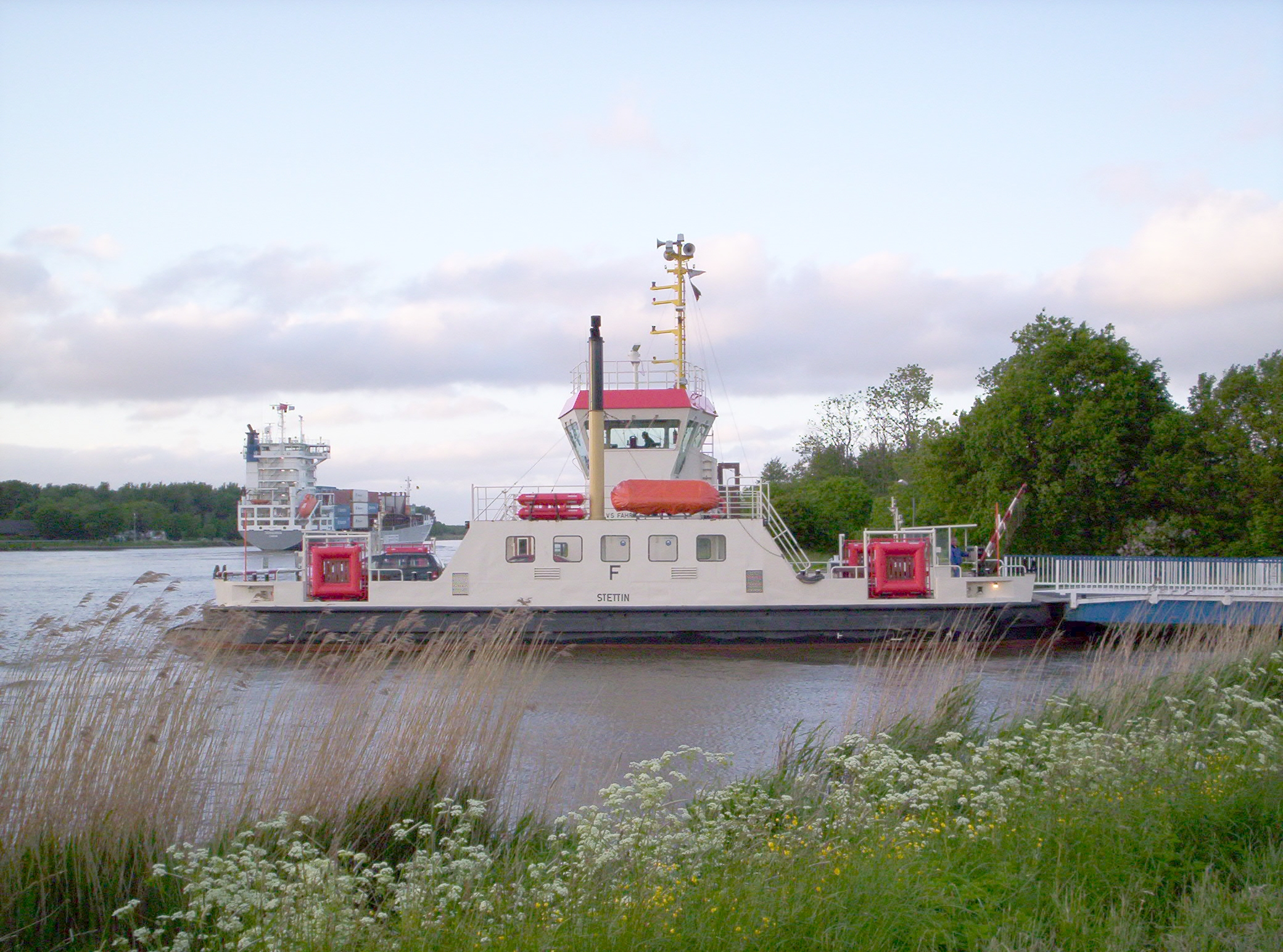
Kanalfähre Stettin

## Geografie und Verkehr
Kudensee liegt etwa fünf Kilometer nordöstlich von Brunsbüttel am Nord-Ostsee-Kanal.
Durch die Gemeinde verläuft die Landesstraße 276 und die Deutsche Fährstraße.
Die Kanalfähre Stettin verbindet die Gemeinde mit der Gemeinde Averlak. Die Bundesstraße 5 führt über die Fläche der Gemeinde.

## Geschichte
Die Gemeinde Kudensee wurde erstmals 1454 unter dem Namen „Uth dem Kudensee“ urkundlich erwähnt. Ihre Geschichte ist eng verbunden mit eingreifenden wasserwirtschaftlichen Maßnahmen und Veränderungen. Gegen Ende des 16. Jahrhunderts kamen die ersten Siedler, die zunächst die Wiesen am Ufer des flachen Kudensee in Besitz nahmen. Sie bauten kleine reetgedeckte Katen auf das an den See angrenzende Moor. 1765 wurde der Bütteler Kanal zur Entwässerung des Kudensees gebaut. Durch den Bau des Nord-Ostsee-Kanals wurde (sehr viel später) das Gemeindegebiet durchschnitten. Um 1700 wurden Torftransporte auf dem Wasserwege vom Kudensee u. a. in den Hafen des nahegelegenen Brunsbüttel durchgeführt. Hierzu diente der „Kudenseer Kahn“, ein neun Meter langer Lastkahn, der bis zu 7000 Soden Torf fasste.

## Politik

### Gemeindevorsteher
Selbständige, vom bisherigen „Gesamtkirchspiel“ unabhängige Gemeinde wurde Kudensee durch die preußische Landgemeindeordnung von 1868. Die ersten gewählten Gemeindevorsteher waren Klaus Kloppenburg (bis 1875), Jakob Eymers (bis 1893), Jakob Kloppenburg (bis Mai 1900) und anschließend Hinrich Prüß (bis mindestens 1913).

### Gemeindevertretung
Bei der Kommunalwahl am 14. Mai 2023 wurden insgesamt sieben Sitze vergeben. Diese fielen erneut alle an die Allgemeine Wählervereinigung Kudensee. Die Wahlbeteiligung betrug 89,1 %.

### Wappen
Blasonierung: „In Blau ein links gewendetes silbernes einmastiges Boot mit voller Besegelung, darunter zwei gekreuzte goldene Pfeifen.“
Der „Kudenseer Kahn“ im Gemeindewappen soll an die einstmals wirtschaftliche Bedeutung des Torfes und dessen Transport erinnern, die gekreuzten Pfeifen im Schildfuß an die im „Kudenseer Lied“ besungenen rauchenden Frauen. Die blaue Hintergrundfarbe bezieht sich auf die vielfältigen Beziehungen Kudensees zu dem Wasser.

## Sportvereine
Der Sportangelverein Kudensee hat rund 100 Mitglieder.

## Bilder

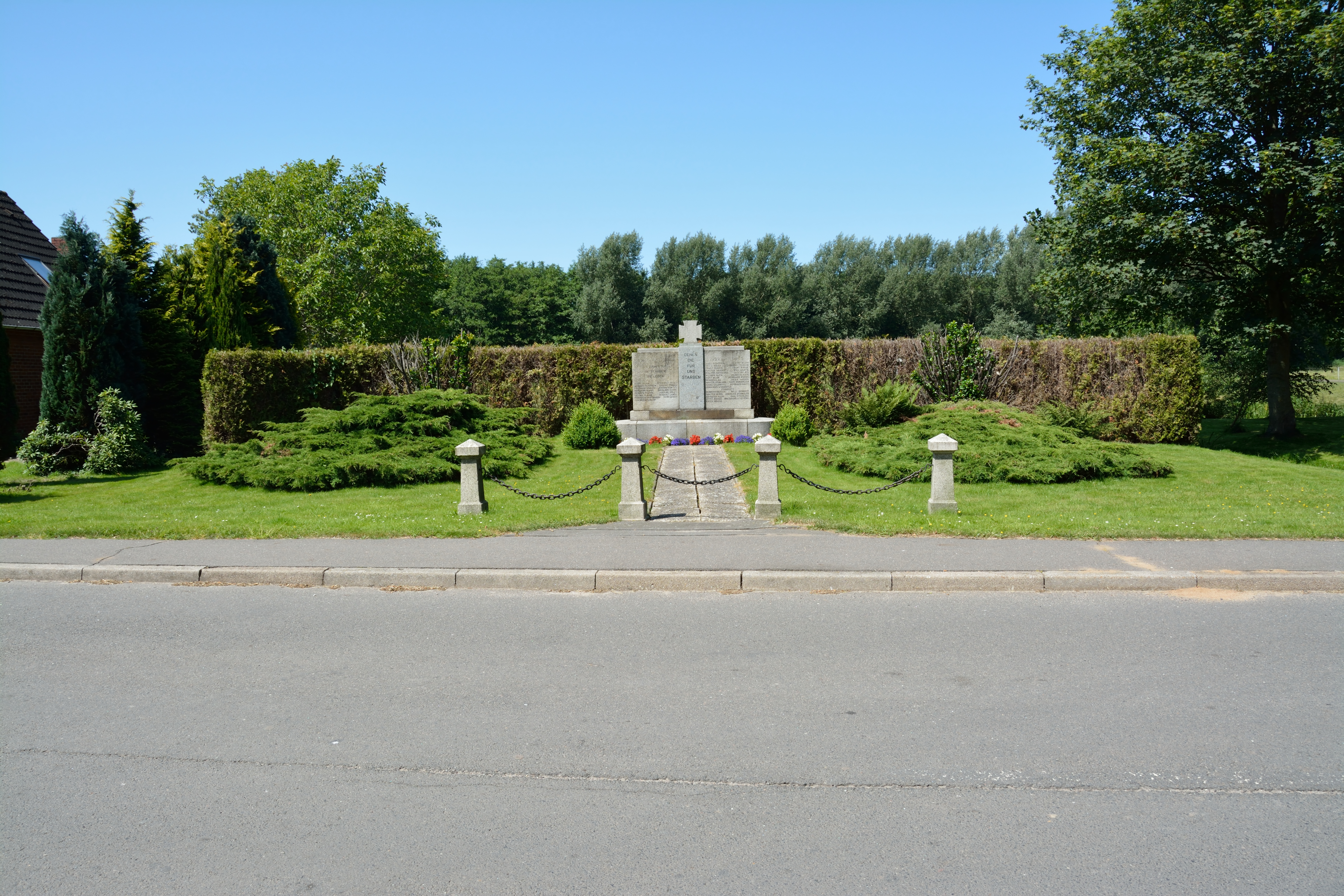
Ehrenmal in Kudensee
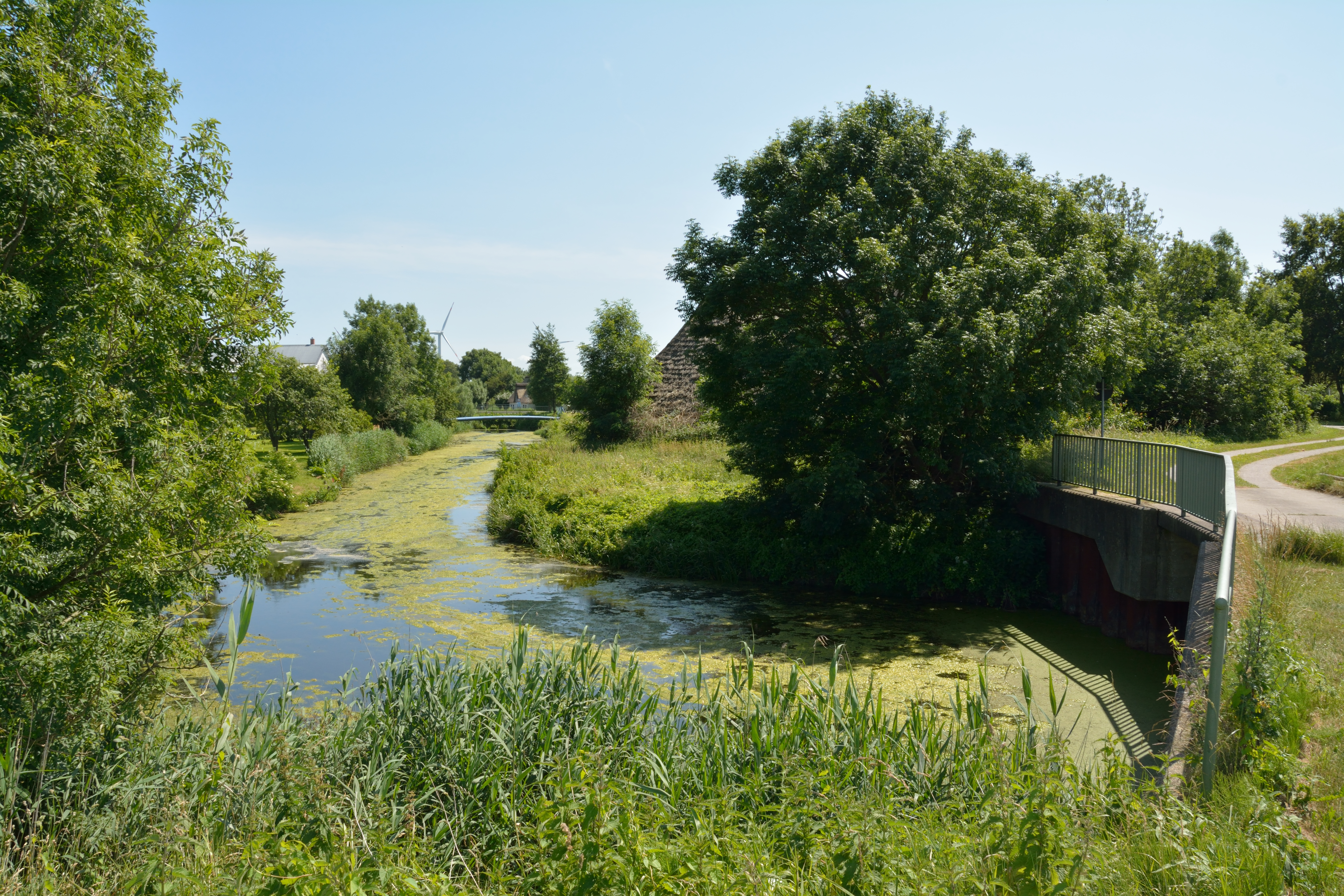
Der Burg-Kudenseer Kanal (Bütteler Kanal) am Schöpfwerk zum Nord-Ostsee-Kanal
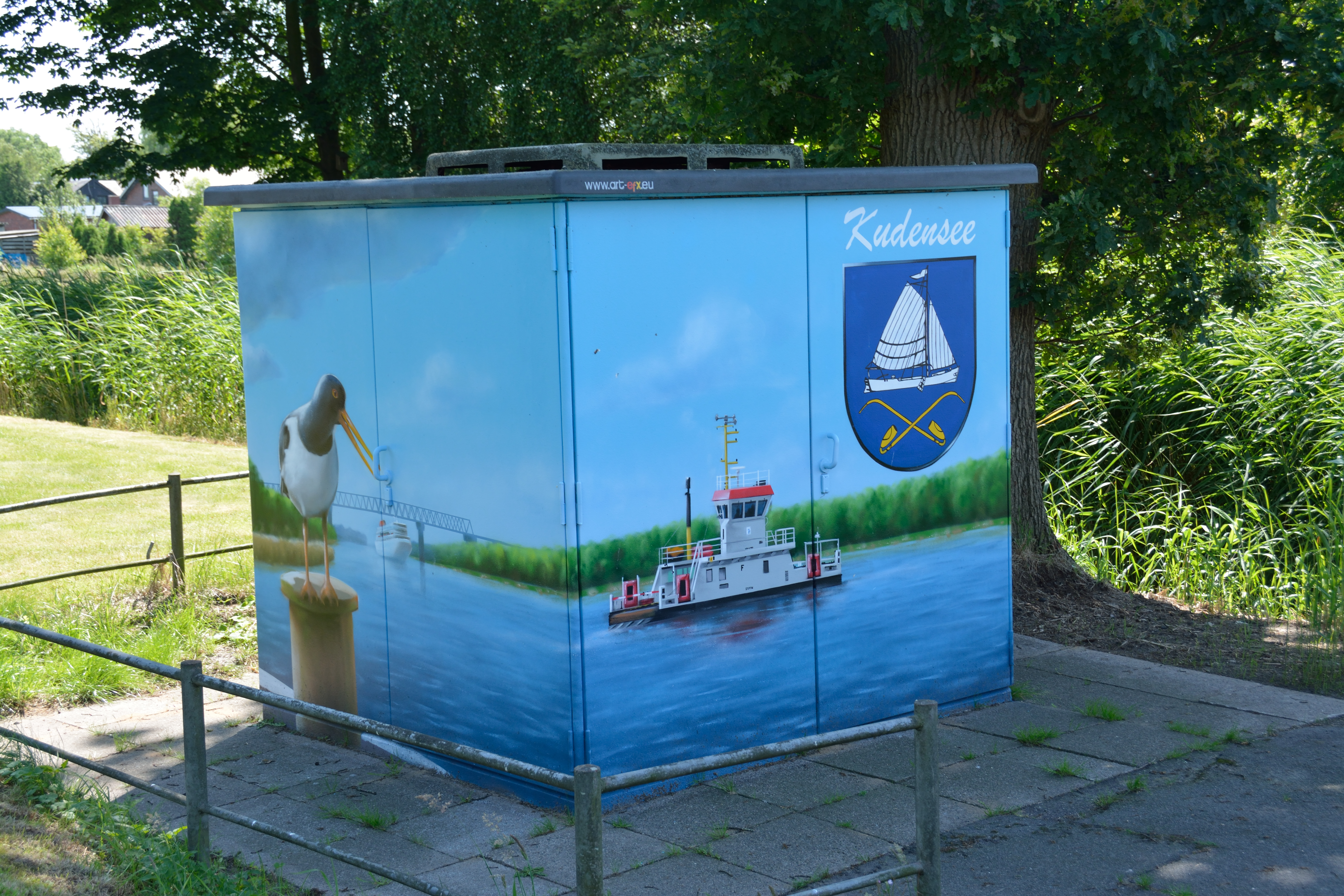
Bemalter Transformatorenkasten
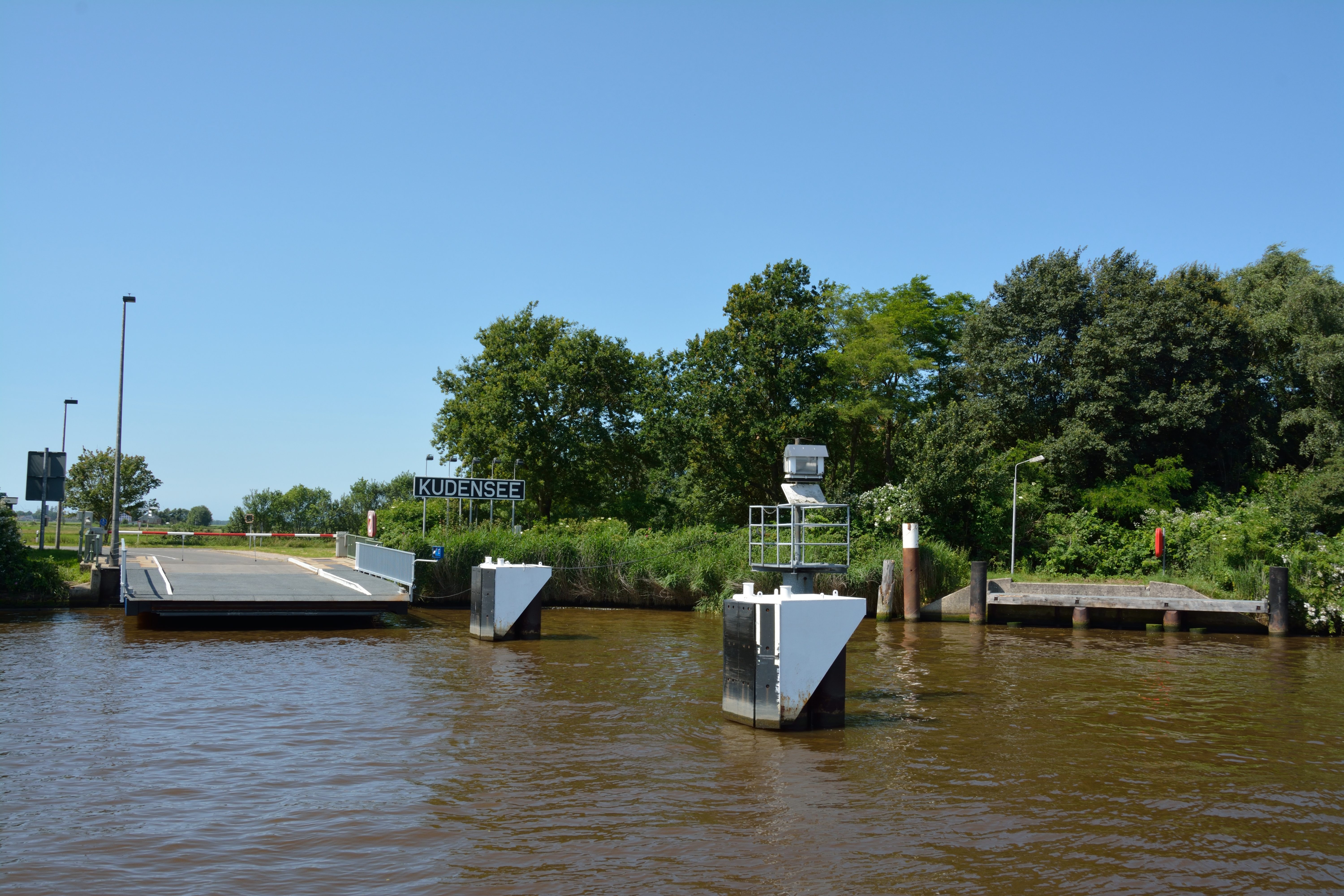
Anlegestelle der Fähre